# Paula Brancati
Pour les articles homonymes, voir Brancati.
Paula Brancati est une actrice née le 6 juin 1989 à Markham au Canada. Elle est connue avant tout pour ses rôles dans les séries télévisées Degrassi : La Nouvelle Génération et Les Vies rêvées d'Erica Strange.

## Filmographie

### Films
- 2003 : La Gorge du diable : Stephanie Pinski
- 2011 : Moon Point : Kristin
- 2015 : Full Out : Physical Therapy Room
- 2015 : People Hold On : Robin
- 2016 : Sadie's Last Days on Earth : Connie Nichol
- 2018 : Edging : Rachael
- 2019 : Majic : Bernwood
- 2019 : From the Vine : Laura Gentile

### Séries
- 1999 : Ricky's Room (1 épisode) : Tara
- 2003 : Radio Free Roscoe (2 épisodes) : Veronica
- 2004 : Kevin Hill (1 épisode) : Shelby Hacker
- 2004- 2006 : Dark Oracle (21 épisodes) : Cally Stone
- 2005 : The Blobheads (6 épisodes) :  Melissa
- 2006 : Angela's Eyes (1 épisode) :  Natalie Young
- 2007 : Heartland (1 épisode) :  Kerry-Anne
- 2007- 2010 : Degrassi : La Nouvelle Génération (61 épisodes) : Jane Vaughn
- 2008 : Derek (1 épisode) : Vicky
- 2009- 2011: Les Vies rêvées d'Erica Strange (32 épisodes) : Jenny
- 2012 : Call Me Fitz (1 épisode) : Natalie
- 2012 : Flashpoint (1 épisode) : Carla
- 2013 : Les Enquêtes de Murdoch (1 épisode) : Sophia Lucas
- 2016 : Slasher : Le Bourreau : Jana Singer
- 2017 : What Would Sal Do? (3 épisodes) : Celeste
- 2017 : Slasher : Les coupables : Dawn
- 2019 : Workin' Moms (4 épisodes) : Dana Brown
- 2019 : Slasher : Solstice : Violet Lickers
- 2021 : Slasher : Flesh & Blood : Christy Martin

### Téléfilms
- 2005 : Painkiller Jane : Young Jane
- 2006 : Les Sœurs Callum : Sarah Van Dyke
- 2007 : Jump in! : Gina
- 2009 : Un orage de printemps : Katie Coyle
- 2010 : The Rest of My Life : Jane Vaughn
- 2011 : Sous le charme du Père Noël : Craig Pryce
- 2014 : Bienvenue dans la famille : Ms. Bryson
- 2019 : Dernière escale avant Noël (Grounded for Christmas) de Amyn Kaderali : Marcy